# نانومواد سوپرپارامغناطیس
سوپرپارامغناطیس نوعی مغناطیس است که در نانوذرات فرومغناطیسی یا فری مغناطیسی کوچک ظاهر می‌شود. در نانوذرات به اندازه کافی کوچک، مغناطش می‌تواند به‌طور تصادفی تحت تأثیر دما جهت خود را تغییر دهد. زمان معمول بین دو تلنگر، زمان آرامش نیل نامیده می‌شود.
در غیاب میدان مغناطیسی خارجی، وقتی که زمان مورد استفاده برای اندازه‌گیری مغناطیسی نانوذرات بسیار بیشتر از زمان شل شدن نیل است، میانگین مقدار مغناطیسی آنها صفر به نظر می‌رسد: گفته می‌شود که آنها در حالت سوپرپارامغناطیس هستند. در این حالت، یک میدان مغناطیسی خارجی مانند یک پارامغناطیس قادر است نانوذرات را مغناطیسی کند. با این حال، حساسیت مغناطیسی آنها بسیار بزرگتر از پارامغناطیس است.
به‌طور معمول، هر ماده فرومغناطیسی یا فری مغناطیسی تحت یک انتقال به حالت پارامغناطیس بالاتر از دمای کوری قرار می‌گیرد.
سوپرپارامغناطیس با این انتقال استاندارد متفاوت است، زیرا زیر دمای کوری ماده رخ می‌دهد.
سوپرپارامغناطیس در نانوذراتی که تک دامنه هستند، یعنی از یک حوزه مغناطیسی تشکیل شده‌اند، رخ می‌دهد. این امر زمانی امکان‌پذیر است که قطر آنها بسته به مواد زیر ۳ تا ۵۰ نانومتر باشد. در این شرایط، در نظر گرفته می‌شود که مغناطیسی نانوذرات یک گشتاور مغناطیسی غول‌پیکر است، مجموع تمام گشتاورهای مغناطیسی منفرد که توسط اتم‌های نانوذره حمل می‌شود.
مواد نانویی مغناطیسی برای منسوجات:سوپرپارامغناطیس یکی از خواص مفید وابسته به اندازه است که با معرفی ذرات نانومغناطیسی به وجود آمده است و کاربردهای امیدوارکننده‌ای مانند دارورسانی هدفمند، تصویربرداری تشدید مغناطیسی، هایپرترمی مغناطیسی و ترموآبلیشن، جداسازی زیستی، و سنجش زیستی دارد. اخیراً نشان داده شده است که ترکیب منسوجات با نانوذرات مغناطیسی ویژگی‌های جدیدی را ایجاد می‌کند که منسوجات هوشمند مناسب برای جداسازی زیستی، حسگرهای زیستی، چاپ مغناطیسی، صفحه‌های مغناطیسی و فیلترهای مغناطیسی را ایجاد می‌کند. پس از مروری کوتاه بر انواع مختلف مواد مغناطیسی، این فصل به مطالعات اخیر با تمرکز بر کاربرد نانوذرات مغناطیسی بر روی بسترهای نساجی می‌پردازد. بخشی نیز به روش‌های ارزیابی برای اندازه‌گیری خواص مغناطیسی اختصاص داده شده است.
نانو مغناطیس مبانی و کاربردها:۷ مشاهده رفتار سوپرپارامغناطیس
سوپرپارامغناطیس در مجموعه‌های نانوذرات در سیستم‌های مختلفی مشاهده شده است، اما برخی از واضح‌ترین داده‌ها از نانوذرات خالص Fe و Co موجود در ماتریس‌های غیر مغناطیسی با استفاده از روش فاز گازی با خلاء فوق‌العاده بالا (UHV) به دست آمده‌اند. با استفاده از این تکنیک سنتز، کنترل مستقلی بر روی اندازه و کسر حجمی نانوذرات وجود دارد، بنابراین می‌توان مجموعه‌های رقیق نانوذراتی با اندازه کنترل‌شده تهیه کرد که در آن‌ها برهمکنش ناچیزی بین آنها وجود نداشته باشد تا بتوان رفتار تک ذره‌ای را مشاهده کرد. سپس افزایش کسر حجمی ساده است تا اصلاح رفتار ناشی از دوقطبی-دو قطبی و در کسرهای حجم بالا، برهمکنش‌های تبادلی را بتوان مطالعه کرد.
شکل 1.11A داده‌های مغناطیسی (نقاط) اندازه‌گیری شده از نانوذرات آهن با قطر ۲ نانومتر را در ماتریس نقره با کسر حجمی ۱٪ به عنوان تابعی از دما در محدوده ۵۰ تا ۳۰۰ کلوین نشان می‌دهد. دمای انسداد این نانوذرات در بخش تخمین زده شده است. ۵ حدود ۲ کلوین بود، بنابراین در محدوده دمایی مورد استفاده، مجموعه باید رفتار سوپرپارامغناطیس نشان دهد. خطوط ترسیم شده از طریق داده‌های شکل 1.11A، با استفاده از تابع Langevin (معادله ۱٫۲۴) مطابقت دارند و توافق در هر مورد عالی است. از آنجایی که آرگومان در تابع Langevin m = μB/kBT است، رسم داده‌ها در برابر B/T باید منجر به این شود که تمام منحنی‌های مغناطیسی اندازه‌گیری شده در دماهای مختلف روی هم قرار گیرند و این در شکل 1.11B نشان داده شده است. یک تصویر STM درجا از نانوذرات Fe که در شرایط منبع یکسان تولید شده و در Si(111) در UHV7,8 رسوب شده است در شکل 1.11C نشان داده شده است. با داده‌های مغناطیسی کم نویز مانند آنچه در این آزمایش به دست آمده است، می‌توان بیش از یک تابع لانژوین را در هر منحنی جا داد و دامنه هر یک را به عنوان پارامتر برازش برای به دست آوردن توزیع اندازه و همچنین اندازه متوسط در نظر گرفت. هیستوگرام به دست آمده با استفاده از این روش در شکل 1.11D رسم شده و بر روی توزیع اندازه به دست آمده از تصویر STM (نقطه/خط) قرار گرفته است. بدیهی است که با نمونه‌هایی که به خوبی مشخص شده‌اند، رفتار مغناطیسی یک مجموعه نانوذره بالاتر از دمای مسدودکننده دقیقاً همان‌طور که در بخش ۵ پیش‌بینی شده است، است.
کاربردها:۱. حامل دارو
```
با وجود آنکه داروهای خوراکی بهترین انتخاب برای دارو رسانی است، ولی بسیاری از ترکیبات دارویی از جمله ضدسرطان‌ها با ساختار آروماتیک، محلولیت پایینی در آب و مایعات بیولوژیکی دارند، این امر موجب کاهش مقدار و سرعت جذب این مواد دارویی و در نهایت منجر به محدودیت استفاده از آن‌ها در درمان بیماری‌ها می‌شود. علم نانو با خصوصیات منحصر به فرد خود بسیاری از این محدودیت‌ها را کاهش داده است؛ به گونه ای که با کاربرد حامل‌های دارویی در مقیاس نانو، بسیاری از خواص دارویی مانند حلالیت و نیمه عمر ماده دارویی بهبود می‌یابد. در بین انواع نانوذرات مغناطیسی مورد بررسی، نانوذرات سوپر پارامغناطیس اکسیدآهن (SPION) به دلیل خصوصیات مغناطیسی عالی، زیست سازگاری و زیست تخریب پذیری و قابلیت انتقال به محل‌های هدف یابی شده به کمک میدان مغناطیسی خارجی، توجه زیادی را به خود جلب نموده است. در این پژوهش از گرافن اکساید عامل دار شده با γ-سیکلودکسترین که از حلالیت آبی مناسبی برخوردار است، به عنوان حامل برای داروی SN38 و نانو ذرات مغناطیسی آهن استفاده گردید، که نتیجه حاصله نشان می‌دهد که اتصال دارو به صورت کووالانسی به پایه سیکلودکسترین-گرافن اکساید باعث افزایش انحلال آبی دارو شده و در اثر قرار گرفتن در برابر تشعشع لیزر با 
طول موج
 مشخص ۸۰۸ نانومتر باعث افزایش دمای موضعی و بروز اثر هایپرترمیا گردید.
[
۴
]
```

۲. افزایش کنتراست در MRI
ویژگی‌های مغناطیسی
بیشتر مواد حاجب MRI یا ترکیبات با پایهٔ گادولینیوم یا ذرات سوپرپارامغناطیس اکسید آهن هستند. مواد حاجب پارامغناطیس معمولاً دارای یون‌های دیسپوزیوم، گادولینیوم یا منگنز هستند که ویژگی‌های محلولیت پذیری در آب بالایی دارند. رایج‌ترین اتم مورد استفاده در مواد حاجب MRI یون گادولینیوم می‌باشد چرا که به صورت طبیعی دارای بیشترین تعداد الکترون جفت نشده و پایداری بالا می‌باشد. به دلیل وجود الکترون‌های جفت نشده در ساختار این یون‌ها، این مواد دارای ویژگی‌های پارامغناطیسی می‌باشند. مواد حاجب دارای Gd زمان آسایش T1 و T2 را کاهش می‌دهند. کاهش آسایش T1 در غلظت‌های پایین نیز اتفاق می‌افتد ولی کاهش زمان آسایش T2 هنگام استفاده از این مواد تنها در غلظت‌های بالا رخ می‌دهد به همین دلیل استفاده از Gd به منظور تصویربرداری T2 محدودیت بالینی می‌باشد. مواد حاجبی که دارای فلزات واسطه مانند منگنز یا اکسید آهن هستند اثر بیشتری بر تصاویر T2 دارند.
مواد حاجب پارامغناطیس
موادحاجب با پایهٔ گادولینیوم: این مواد در سه دسته ی: مواد حاجب خارج سلولی (ECF)، مواد حاجب شناور در خون (BPCAS) و مواد حاجب ویژه بافت.
مواد حاجب با پایهٔ منگنز: کلات‌های منگنز یا مواد حاجب با پایهٔ منگنز سیگنال T1 را افزایش می‌دهند و و برای تشخیص ضایعات کبدی مورد استفاده قرار می‌گیرند. در بدن انسان کلات به دو قسمت منگنز و DPDP تقسیم می‌شود. منگنز توسط سلول‌های کبدی جذب می‌شود و به وسیلهٔ صفرا دفع می‌گردد اما قسمت DPDP به وسیلهٔ کلیه‌ها دفع می‌گردد. منگنز از طریق کانال‌های کلسیم غشا سلولی وارد آن می‌شوند، بنابراین از این گروه می‌توان در تصویر برداری عملکردی مغز استفاده نمود.
مواد حاجب سوپرپارامغناطیس
مواد حاجب اکسید آهن: دو نوع مواد حاجب اکسید آهن وجود دارد: اکسید آهن سوپرپارامغناطیس (SPIO) و اکسید آهن سوپرپارامغناطیس بسیار کوچک (USPIO). مواد حاجب سوپرپارامغناطیس محتوی کلویید نانوذرات معلق اکسید آهن می‌باشند. هنگامی که از این مواد برای تصویربرداری استفاده می‌کنیم، سیگنال T2 در بافت‌هایی که این مواد را جذب می‌کنند کاهش می‌یابد. مواد حاجب SPIO و USPIO خروجی‌های موفقیت‌آمیزی در تشخیص ضایعات کبدی نشان داده‌اند. اندازهٔ نانومتری و شکل ذرات این مواد حاجب امکان استفاده از آن‌ها در موارد و کاربردهای مختلف فراهم می‌کند که در مواد حاجب دیگر دیده نمی‌شود.
مواد حاجب آهن- پلاتین: در مقایسه با نانوذرات اکسید آهن، ذرات سوپرپارامغناطیس آهن-پلاتین (SIPPS) به نظر می‌رسد که به شکل قابل توجهی ویژگی‌های آسایشی T2 را بهبود می‌دهند. این مواد توسط کپسولی از جنس فسفولیپید احاطه شده‌اند که به شکل ویژه توسط سولوهای سرطانی پروستات جذب می‌شوند. استفاده از این مواد هنوز در دست تحقیق است.
ساختار شیمیایی و وجود یا عدم وجود اتم فلزی در ساختار
به منظور کاهش سمیت یون‌های فلزی مفهوم کلات کردن معرفی شده است. اثرات حاد و مزمن این سمیت با کلات شدن این مواد به شدت کاهش می‌یابد.
همان گونه که پیش از این بیان شد گادولینیوم به شکل یون گادولینیوم (III) مورد استفاده قرار می‌گیرد. این یون بسیار ضعیف به پروتیین‌های سرم انسانی متصل می‌شود و ممکن است از آن‌ها جدا گردد. نمک‌های لانتانیدها در بدن هیدرولیز شده و تبدیل به هیدروکسیدها می‌شوند که توسط شبکه RES جذب شده و به ویژه در کبد، طحال و استخوان‌ها تجمع می‌یابند.
روش استفاده
مواد حاجب داخل وریدی یونی:
اولین ماده حاجب داخل وریدی مورد استفاده از کلات‌های پارامغناطیس یون Gd و Cr در ترکیب با Ethylenediamin eteraacetic acid (EDTA) تشکیل شده بود. EDTA نسبتاً ناپایدار بود و از خود اثراتی سمی برروی بدن حیوانات باقی می‌گذارد. Gd-DTPA به صورت موفقیت‌آمیزی مورد استفاده قرار گرفته است که این موضوع به دلیل پایداری بالای آن بود و این ماده اولین مادهٔ حاجب داخل وریدی MRI بوده است که در بالین به کار گرفته شد. گادولینیوم دارای بردار مغناطیسی بزرگ است و حتی در غلظت‌های پایین دارای ویژگی پارامغناطیس بالا و سمیت پایین می‌باشد. پس از تزریق داخل وریدی، این ماده ابتدا داخل عروق و سپس در فضای بین سلولی پخش شده و سپس به سرعت از طریق ادرار دفع می‌شود.
مواد حاجب داخل وریدی غیر یونی
این مواد حاجب همگام با مواد حاجب یونی mri توسعه یافته است. هنگام استفاده از این مواد حاجب برخی اثرات جانبی که زمان مربوط به اسمولاریته مواد حاجباست کمتر رخ می‌دهد. Gadodiamid یک ترکیب غیریونی است که اسمولالیتهٔ آن تنها ۵/۲ اسمولالیتهٔ Gd-DTPA می‌باشد. با توجه به میانگین دز کشندهٔ 34 mmol/kg گادو دی آمید دارای ایمنی ۳–۲ برابر Gd-DOTA و ۴–۳ برابر ایمنی Gd-DTPA می‌باشد. تزریق گادو دی آمید سبب إیجاد اختلال در سطح بیلی روبین خون نمی‌شود. با این حال تحقیقی که برروی ۷۳ نفر انجام شد نشان داد که افزایش آهن خون یک نگرانی بالقوه با شیوع ۲/۸ ٪؜ حتی در زمان استفاده از گادو دی آمید میده می‌شود. Gadoteridol سومین ماده حاجب داخل وریدی غیریونی است که به صورت تجاری عرضه می شودو اسمولالیتهٔ آن مانند گادو دی آمید می‌باشد.
مواد حاجب خوراکی (OCAS)
استفاده از این مواد برای تصویربردای mri از لوله و دستگاه گوارشی رایج است. آبمیوه‌های طبیعی تهیه شده مانند بلوبری و چای سبز به عنوان مواد حاجب خوراکی در mri سال‌ها مورد مطالعه قرار گرفته‌اند. مواد حاجب خوراکی مصنوعی بر پایهٔ یون‌های فلزی سنگین مانند گادولینیوم، منگنز، مس و آهن می‌باشند. همچنین از هوا برای کاهش شدت سیگنال در تصاویر T2 مورد استفاده قرار می‌گیرد.
مواد با پایهٔ Gd, SPIO، مواد حاوی منگنز و سوسپانسیون سولفات باریوم به عنوان مواد حاجب خوراکی مصنوعی مورد استفاده قرار می‌گیرند. یون دو ظرفیتی منگنز به شدت زمان آسایش T1 را کاهش می‌دهند. منگنز از طریق کانال‌های کلسیم، وارد سلول‌های تحریک پذیر مانند نورون‌ها و سلول‌های میوکارد می‌شود؛ بنابراین می‌توان از آن به عنوان یک نشانگر برای بررسی فعالیت کانال‌های کلسیمی استفاده نمود.